# 波塞申灣

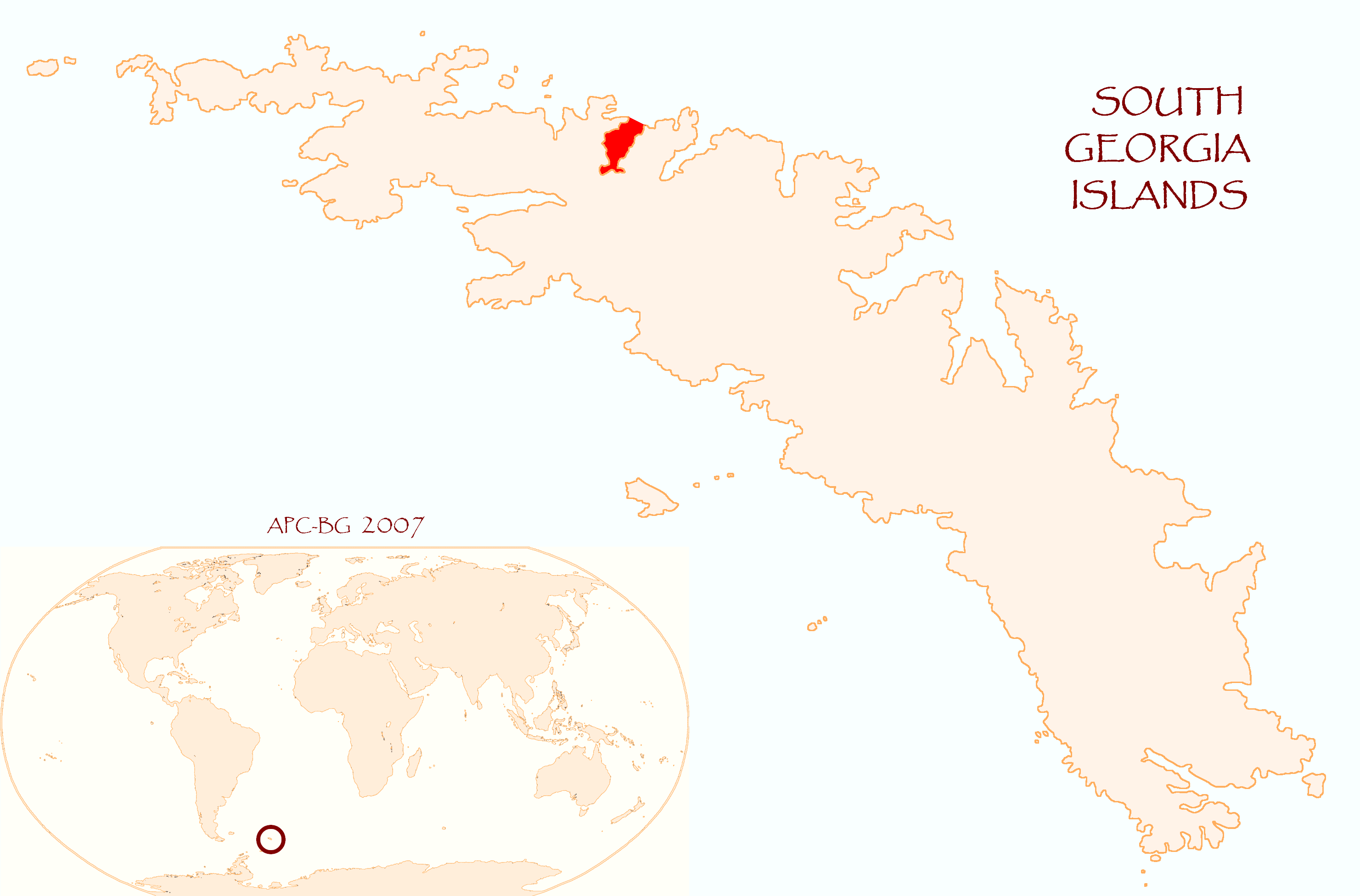
波塞申灣在南喬治亞島的位置

波塞申灣（英語：Possession Bay），是南極洲的海灣，位於南喬治亞島，長8公里、寬3.2公里，在1775年由詹姆斯·庫克率領的英國探險隊發現，現時由英國海外領土南喬治亞與南桑威奇群島管轄。